# Мартин, Энн Генриетта
Энн Генриетта Мартин (англ. Anne Henrietta Martin), известная также под псевдонимом Энн О’Хара  (англ. Anne O'Hara) и прозвищем Маленький Губернатор Энн (англ. Little Governor Anne; 30 сентября 1875, Эмпайр-Сити, штат Невада, США — 15 апреля 1951, Кармел, штат Калифорния, США) — американская суфражистка, пацифистка и писательница из штата Невада в США, деятельность которой привела к изменению законодательства штата и предоставлению женщинам Невады избирательного права.
В 1909—1911 годах Мартин принимала активное участие в суфражистском движении в Великобритании, сотрудничая с лидером британских суфражисток Эммелин Панкхёрст.  Она стала первой женщиной, возглавившей кафедру истории Невадского университета, которую занимала с 1897 по 1901 год. В 1912 году была президентом Общества равных прав Невады. В 1916 году стала первым национальным председателем Национальной женской партии. Мартин была первой женщиной, баллотировавшейся в Сенат США; она безуспешно участвовала в выборах 1918 и 1920 годов.

## Образование
Мартин была дочерью американца ирландского происхождения Уильяма О’Хара Мартина, сенатора штата Невада и баварки Луизы Мартин, урождённой Штадтмюллер. Начальное и среднее образование получила в школе для девочек епископа Уитакера в Рино. В 1891—1894 годах обучалась в Невадском университете, который окончила со степенью бакалавра истории. В 1896 году защитила вторую степень бакалавра, а в 1897 году и степень магистра истории в Стэнфордском университете.

## Деятельность
В 1897 году Мартин возглавила кафедру истории Невадского университета. Через два года она отправилась в поездку по высшим учебным заведениям для приобретения опыта в сфере высшего образования. Мартин посетила Колумбийский, Лондонский и Лейпцигский университеты, Художественную школу Чейза. Вернувшись в 1901 году, продолжила работать на кафедре до 1903 года. За время своего отсутствия она рекомендовал попечительскому совету Невадского университета заменить её Жанной Вир, подругой Мартин по Стэнфордскому университету, которая только что защитила научную степень.
Мартин вернулась из Европы в 1901 году из-за смерти отца, на похоронах которого она почувствовала призвание к занятию активной гражданской позиции. Как позднее признавалась сама правозащитница: «Внезапно она [ред. смерть отца] сделала меня феминисткой!... Я обнаружила, что одна в своей семье противостою миру, контролируемому мужчинами». Затем Мартин отправилась в путешествие по странам Европы и Азии. В 1909—1911 годах она участвовала в суфражистском движении в Великобритании. Вступила в фабианское общество. Занялась литературной деятельностью; писала рассказы и политические статьи, иногда под псевдонимом Энн О’Хара. В 1910 году её арестовали, обвинив в попытке предоставления избирательного права британским женщинам. Подруга Мартин по Стэнфордскому университету, Лу Генри Гувер, послала своего мужа, Герберта Гувера, чтобы тот внёс за неё залог, но об этом уже позаботился единомышленник суфражисток Фредерик Петик-Лоуренс.
Вернувшись в Неваду осенью 1911 года, Мартин начала активную борьбу за равные избирательные права для женщин в штате. В феврале 1912 года она была избрана президентом Общества равноправия Невады и организовала политическую кампанию в малонаселённых пунктах, в ходе которой смогла убедить избирателей-мужчин предоставить женщинам избирательные права, что и произошло 3 ноября 1914 года. Мартин стала официальным спикером национального движения за равноправие и членом исполнительного комитета Национальной американской женской суфражистской ассоциации, а также членом Конгрессионального союза за женское избирательное право. В 1916 году она смогла организовать голосование женщин на Западе так, что бросила вызов демократам. Мартин была одной из «Безмолвных стражей», женщин Национальной женской партии, стоявших в пикете за избирательное право женщин перед Белым домом в Вашингтоне 14 июля 1917 года. За участие в пикете она была приговорена к заключению в работном доме, но менее чем через неделю помилована президентом Вудро Вильсоном.
В 1918 году, представляя Неваду, Мартин стала первой американкой, баллотировавшейся в Сенат США. Политические кампании правозащитницы были направлены на демонстрацию положительного влияния женщин в политике. Платформы Мартин были сосредоточены на улучшении условий труда для мужчин и женщин и национализации железных дорог и коммунальных служб. Между политическими кампаниями 1918 и 1920 годов она написала серию статей и эссе, в которых призывала женщин создавать автономные политические организации.
В 1921 году Мартин переехала в Кармель в штате Калифорния. В 1930 году пережила сердечный приступ. В 1945 году она получила почётную степень доктора права Невадского университета. Мартин также написала две статьи для Британской энциклопедии — о Жозефине Батлер в издании 1944 года и о белом рабстве в издании 1948 года. Умерла в 1951 году в Кармеле в штате Калифорния.